# Distrito de Patan
Patan (en guyaratí; પાટણ જિલ્લો ) es un distrito de India en el estado de Guyarat . Código ISO: IN.GJ.PA.
Comprende una superficie de 5 730 km².
El centro administrativo es la ciudad de Patan.

## Demografía
Según censo 2011 contaba con una población total de 1 342 746 habitantes.

## Distrito
El distrito de Patan comprende nueve Talukas:
1. Patan
2. Sidhpur
3. Harij
4. Radhanpur
5. Sami
6. Shankheshwar
7. Santalpur
8. Sarasvati
9. Chanasma